# ویتالی روماننکو
ویتالی روماننکو (انگلیسی: Vitali Romanenko; ۱۳ ژوئیهٔ ۱۹۲۶ – ۲۷ سپتامبر ۲۰۱۰) تیرانداز اوکراینی‌تبار اهل اتحاد جماهیر شوروی سوسیالیستی بود.
وی در مسابقات کشوری و بین‌المللی در مجموع برندهٔ ۱ مدال طلا شده‌است.